# Arnošt Muka
Arnošt Muka (nemško Karl Ernst Mucke), lužiški pisatelj, folklorist, organizator lužiškega narodnega kulturnega življenja in literarnega tiska ter ustanovitelj lužiškega muzeja, * 10. marec 1854, Großhähnchen (Wulki Wosyk), † 10. oktober 1932, Budyšin (Bautzen)

## Življenje
Arnošt Muka se je rodil kot najstarejši sin posestnika Jana Jurija Muka (1824–1875, Johann Georg Mucke) in Marije Mitašec (1830–1894, Maria Mittasch). V Budyšinu je obiskoval osnovno šolo od 1860 do 1866 in gimnazijo od 1866 do 1874, kjer je tudi opravil zaključni izpit. Postal je član lužiškega gimnazijskega društva Societas Slavica Budissinensis. Nato je med letoma 1874 in 1879 študiral teologijo, filologijo in slavistiko v Leipzigu, kjer je oktobra 1879 opravil izpit za višje učitelje, nato pa preizkusno leto preživel na gimnaziji v Zittauu. Muka je bil soustanovitelj amaterskega gledališča mladih Lipe Serbske. Bil je aktiven v lužiškem ljubiteljskem gledališkem gibanju in je ustanovitelj zbirke Prěnja serbska dźiwadłowa zběrka (Prva zbirka lužiške drame), ki jo je objavljal od 1880 do 1923.
Po imenovanju na srednjo šolo Budyšin leta 1880 je bil Muka aktiven v združenju Budyska bjesada, ki je sledilo lužiškim domoljubnim ciljem. Na zahtevo takratnega župana mesta Budyšin Löhra so Muka kljub protestu direktorja Kreusslerja leta 1883 premestili v Chemnitz. Leta 1887 je Muka dobil mesto na gimnaziji v Freibergu, kjer je bil leta 1901 imenovan za profesorja, leta 1912 pa za namestnika direktorja. Ko se je leta 1916 upokojil, se je preselil v Budyšin, kjer se je dalje ukvarjal z izdajateljstvom.
Muka se je poročil leta 1881, njegova prva žena je umrla leta 1893. Leta 1909 se je poročil z Aloisio Valentino, roj. kot Loska Irmlerová.

## Delovanje
Muka velja za pokrovitelja in mecena Jakuba Bart-Ćišinskega, s katerim je leta 1875 ustanovil lužiško študentsko srečanje Schadźowanka in literarno-kulturno Mlado lužiško gibanje. Je ustanovitelj lužiškega muzeja, bil je častni predsednik lužiškega znanstvenega društva Maćica Serbska od leta 1922, član od leta 1874 in častni član od leta 1904. Leta 1887 je postal častni član Lausitzer Predigergesellschaft zu Leipzig. Bil je tudi član akademij znanosti v Krakovu (1895), Zagrebu (1896), Pragi (1897), Beogradu (1903), Sankt Peterburgu (1913) in Varšavi (1925), Društva znanosti v Pragi (1903) in Ruskega arheološkega društva (1911).
V življenju si je pridobil vzoren sloves razvijalca in širitelja lužiške književnosti in tiska. Bil je urednik zbranih del Handrije Zejler (1883–1891), urednik leposlovne kulturne revije Łužica (1882–1907) in urednik Časopis Maćicy Serbskeje (1894–1932). Njegovo glavno delo pa je več kot 2500-stranski Slovar dolnjesrbskega jezika in njegovih narečij.

## Odlikovanja
Muka je prejel srbski red svetega Save (1893), ruski red svetega Stanislava (1900), črnogorski red Danila (1906), ruski red sv. Ane III. razreda (1914) in saški red Albrehta I. razreda (1916). V Budyšinu so po njem poimenovali ulico Dr.-Ernst-Mucke-Strasse, ki vodi do Lužiškosrbskega doma; v Cottbusu je po njem imenovana Ernst-Mucke-Straße, od leta 2002 pa tudi trg Ernst-Mucke v okrožju Schmellwitz.
Na hiši na Weigangstrasse 16 v Budyšinu, kjer je od leta 1917 do 1932 Arnošt Muka živel, se nahaja plaketa z njegovim obrazom.

## Dela
- De dialectis Stesichori, Ibyci, Simonidis, Bacchylidis aliorumque poetarum choricorum cum Pindarica comparatis. Disertacija, Univerza v Leipzigu, 1879.
- Statistika łužiskich Serbow [Statistika lužiških Sorbov]. V samozaložbi, Budyšin 1884–1886 ( digitalizirana različica ).
  - Nemški prevod: Statistika Lužiških Sorbov. Prevedel in uredil Robert Lorenz, Domowina-Verlag, Bautzen 2019, ISBN 978-3-7420-2587-6
- Zgodovinska in primerjalna teorija zvokov in oblik v spodnjelužiškem (spodnjelužiško-vendskem) jeziku. S posebnim poudarkom na obmejnih narečjih in zgornjelužiščini (= Nagradni spisi, ki jih je okronal in objavil Princely Jablonowskische Gesellschaft zu Leipzig, letnik 28). Hirzel, Leipzig 1891; Ponatis: Osrednja starinarnica Nemške demokratične republike, Leipzig 1965. (Edini konkurent za nagradno vprašanje podjetja je bil Mjertyn Moń.[4])
- Slovar niedersko-vendskega jezika in njegovih narečij.
  - 1. zvezek: A-N. Založba Ruske in Češke akademije znanosti, Sankt Peterburg 1911–1915, Praga 1926; Ponatis: Domowina-Verlag, Bautzen 2008, ISBN 978-3-7420-2091-8 .
  - 2. zvezek: O-Ź. Založba Bohemian Academy of Science and Art, Praga 1928; Ponatis: Domowina-Verlag, Bautzen 2008, ISBN 978-3-7420-2092-5 .
  - 3. zvezek: Družinska imena, krajevna imena, imena polj, dodatki. Založba Bohemian Academy of Science and Art, Praga 1928; Ponatis: Domowina-Verlag, Bautzen 2008, ISBN 978-3-7420-2093-2 .
- Gradniki lokalne zgodovine pokrajine Luckauer. Okrajni odbor, Luckau 1918.
- Serbsko-němski a němsko-serbski přiručny słownik [vendsko-nemški in nemško-vendiški jedrnat slovar]. Schmaler, Bautzen 1920.
- Serbske swójźbne a městnostne ḿeńa Dolneje Łužyce. Wendish družinska in krajevna imena Niederlausitz. Praga 1928 ( digitalizirano v sachsen.digital)
- Ernst Eichler (ur.) ): Traktati in prispevki k lužiški onomatologiji (1881–1929) (= Slovanske raziskave, letnik 45). Böhlau, Köln in Dunaj 1984, ISBN 3-412-08483-2 .